# Флаг Тамил-Илама
Эмблема Тигров освобождения Тамил-Илама была создана в 1977. В 1990 году легла в основу национального флага Тамил-Илама, за исключением надписи (название освободительного движения).
В 1994 году Тигры освобождения Тамил-Илама выпустили руководство с инструкциями, объясняющими правильное использование тамильского Национального флага Тамил-Илама. Справочник, написанный на тамильском языке, определяет инструкции для того, чтобы не спутать его с национальными флагами других стран, и для общей обработки флага. В 2005 году вышла обновлённая версия этого руководства. У Национального флага есть четыре цвета: жёлтый, красный, чёрный и белый.